# Nesobasis longistyla
Nesobasis longistyla là một loài chuồn chuồn kim trong họ Coenagrionidae.
Nesobasis longistyla is in 1891 voor het eerst wetenschappelijk beschreven bởi Selys.